# Felipe Ángeles
Pour les articles homonymes, voir Angeles (homonymie).
Felipe Ángeles Ramírez, né le 13 juin 1868 à Zacualtipán (Hidalgo) et mort fusillé le 26 novembre 1919 à Chihuahua (Chihuahua), est un militaire mexicain. Il fut un des protagonistes de la révolution mexicaine. De 1913 à 1915, il fut un des plus brillants conseillers de Pancho Villa puis s'exila aux États-Unis. En 1918, il revint se mettre au service de Villa. Capturé par les forces gouvernementales, il fut traduit en cour martiale et exécuté en 1919.

## Premières années
Il était issu de la classe moyenne. Fils d'un ex-militaire devenu agriculteur aisé, il fit des études au Collège militaire, où il fit par la suite carrière comme professeur. Il y enseigna la balistique, les mathématiques et l'artillerie. Il fit plusieurs voyages d'étude en France et aux États-Unis. Au début de la révolution, il était lieutenant-colonel.. Le président Francisco Madero, qui s'était lié d'amitié avec lui, le nomma directeur du Collège militaire.

## Acteur de la révolution
Il ne participa pas au soulèvement de 1910-1911.  En 1912, Madero fit appel à lui pour venir à bout du soulèvement d'Emiliano Zapata au Morelos. Traitant bien les prisonniers et n'usant pas de représailles à l'égard des civils, il fit preuve en cette occasion de plus d'humanité que son prédécesseur, le général Juvencio Robles. En février 1913, pendant la Décade tragique,  le président Madero le rappela à Mexico. Il fut arrêté par les militaires putschistes en même temps que le président et le vice-président. Contrairement à ces derniers, le général Victoriano Huerta, qui avait pris la tête du mouvement, lui laissa la vie sauve et il fut envoyé comme attaché militaire en Belgique. À son retour, il fut traduit en justice, sous prétexte qu'il aurait ordonné l'exécution d'un mineur lors des combats de la Décade tragique. Comme il n'existait pas de preuves contre lui, on le relâcha et il fut à nouveau envoyé en France.
En 1913, lorsque Venustiano Carranza prit la tête du soulèvement contre le président Huerta, Ángeles se rangea dans le camp de la révolution. Dans le camp de Carranza il était peu apprécié, notamment par Álvaro Obregón, et il décida de rejoindre Pancho Villa, dont il devint un des principaux conseillers militaires de la division del Norte, mais également un idéologue du villisme. Ángeles appréciait le président américain Woodrow Wilson et contribua aux bonnes relations de Villa avec le gouvernement américain. Lorsque Villa, en conflit avec Carranza, proposa à ce dernier de renoncer au commandement de la division del Norte, Ángeles fut le premier à réagir et envoya un télégramme à Carranza pour tenter d'arranger les choses. Brillant artilleur, il joua un rôle important dans la victoire de Villa lors de la bataille de Zacatecas en juin 1914. En octobre 1914, il fut un des délégués villistes à la Convention d'Aguascalientes, où il joua un rôle important. Il était favorable à une alliance avec Emiliano Zapata et dirigea une délégation de la Convention au Morelos pour convaincre ce dernier de prendre part aux travaux. Il fut bien accueilli par Zapata, qui l'avait eu comme adversaire en 1912 et le respectait. Il aida ensuite les délégués zapatistes à faire accepter par la Convention le plan d'Ayala de leur chef. Au moment de la confrontation entre Villa et Obregón en 1914-1915, il ne parvint pas à convaincre Villa d'écraser immédiatement Obregón, qui avait occupé Puebla. En janvier 1915, il remporta une brillante victoire sur les troupes carrancistes près de Monterrey. Lors de la première bataille de Celaya les 6 et 7 avril 1915, il n'arriva pas à convaincre Villa d'éviter un engagement avec les troupes d'Obregón. Celles-ci fauchèrent à la mitrailleuse les charges frontales de cavalerie que Villa avait lancées contre les positions adverses sans attendre l'artillerie d'Ángeles. Lors de la deuxième bataille de Celaya, les 14 et 15 avril, Villa négligea à nouveau les conseils d'Ángeles, qui était d'avis de quitter les lieux, et subit une défaite écrasante.
La guerre tourna alors définitivement au désavantage de Villa. En septembre 1915, comme le caractère de ce dernier devenait de plus en plus imprévisible, Felipe Ángeles, qui craignait pour sa vie, se réfugia aux États-Unis. Contrairement à d'autres lieutenants de Villa, il ne s'était pas enrichi. Aux États-Unis, il gagna d'abord sa vie en exploitant un ranch au Texas , puis se rendit à New-York. Alors qu'il était en exil, Il continua à nourrir l'idée qu'il était possible d'unir au sein de l'Alliance libérale, qui venait d'être fondée, tous les opposants à Carranza, qui était devenu président du Mexique, et de le renverser. Lorsqu'il reçut une lettre cordiale de Villa, il commença à envisager un retour au Mexique.

## Retour au Mexique et fin tragique
En décembre 1918, il franchit la frontière et, au bout de quelques semaines, rejoignit Villa et lui exposa ses vues sur l'avenir du pays et une possible réconciliation nationale. Il ne convainquit pas Villa, mais exerça sur lui une influence modératrice : Villa cessa d'exécuter systématiquement les prisonniers carrancistes. Les deux hommes finirent par se séparer. Trahi par un de ses compagnons, Ángeles fut capturé le 15 novembre 1919. Transféré à Chihuahua, il fut traduit en cour martiale. Au cours du procès, il prit la parole pour appeler à la paix et de réconciliation et faire l'apologie du socialisme. Le président du tribunal dut intervenir pour mettre fin aux applaudissements du public. En dépit de nombreuses interventions pour obtenir son amnistie, le président Carranza resta inflexible. Ángeles fut fusillé le 26 novembre 1919. De nombreux habitants de Chihuahua suivirent ses funérailles.

## Divers
L'aéroport international de Ciudad de México, mis en service en 2022, porte son nom.